# Molgula kolaensis
Molgula kolaensis är en sjöpungsart som beskrevs av Ärnbäck 1928. Molgula kolaensis ingår i släktet Molgula och familjen kulsjöpungar.
Artens utbredningsområde är Norra Ishavet. Inga underarter finns listade i Catalogue of Life.